# 867

## Decese
- Mihail al III-lea Bețivul, împărat bizantin din 842 (n. 840)